# Richomer
Richomer (Latijn: Flavius Richomeres) was een Romeinse generaal van Frankische afkomst. In 384 was hij consul en tussen 388 en 393 magister militum van het Oost-Romeinse leger. Hij was een neef van Arbogast en vermoedelijk ook een bloedverwant van Bauto. 
In 394 zond keizer Theodosius I het leger uit het oosten (onder bevel van Richomer) ten strijde tegen de troepen uit het westen (geleid door Arbogast). De twee Franken ontmoetten elkaar niet op het slagveld, want Richomer stierf voor de slag aan de Frigidus. Hij werd opgevolgd door de Vandaal Stilicho. 